# Vicmarie Requena
Vicmarie Requena Tirado (ur. 2 lutego 1995) – portorykańska zapaśniczka walcząca w stylu wolnym. Brązowa medalistka mistrzostw panamerykańskich w 2014 roku.